# Nakama Hayato
Hayato Nakama (仲間 隼斗 Nakama Hayato, sinh ngày 16 tháng 5 năm 1992) là một cầu thủ bóng đá người Nhật Bản thi đấu cho Fagiano Okayama.

## Thống kê câu lạc bộ
Cập nhật đến ngày 12 tháng 2 năm 2016.
| Thành tích câu lạc bộ | Thành tích câu lạc bộ | Thành tích câu lạc bộ | Giải vô địch | Giải vô địch | Cúp                   | Cúp                   | Tổng cộng | Tổng cộng |
| Mùa giải              | Câu lạc bộ            | Giải vô địch          | Số trận      | Bàn thắng    | Số trận               | Bàn thắng             | Số trận   | Bàn thắng |
| Nhật Bản              | Nhật Bản              | Nhật Bản              | Giải vô địch | Giải vô địch | Cúp Hoàng đế Nhật Bản | Cúp Hoàng đế Nhật Bản | Tổng cộng | Tổng cộng |
| --------------------- | --------------------- | --------------------- | ------------ | ------------ | --------------------- | --------------------- | --------- | --------- |
| 2011                  | Roasso Kumamoto       | J2 League             | 16           | 1            | 0                     | 0                     | 16        | 1         |
| 2012                  | Roasso Kumamoto       | J2 League             | 15           | 0            | 2                     | 1                     | 17        | 1         |
| 2013                  | Roasso Kumamoto       | J2 League             | 40           | 6            | 2                     | 0                     | 42        | 6         |
| 2014                  | Roasso Kumamoto       | J2 League             | 29           | 4            | 1                     | 0                     | 30        | 4         |
| 2015                  | Kamatamare Sanuki     | J2 League             | 40           | 3            | 1                     | 1                     | 41        | 4         |
| Tổng                  | Tổng                  | Tổng                  | 140          | 14           | 6                     | 2                     | 146       | 16        |